# Fred Louis Lerch

Fred Louis Lerch 1928 auf einer Fotografie von Alexander Binder

Fred Louis Lerch, eigentlich Alois Lerch, (* 28. März 1902 in Ernsdorf, Niederösterreich; † 26. August 1985 in München) war ein österreichischer Filmschauspieler.

## Leben und Filme
Fred Louis Lerch begann seine Laufbahn als Filmschauspieler im Alter von 20 Jahren mit kleinen Rollen in österreichischen Spielfilmen, deren Titel heute kaum noch ein Begriff sind. So trat er unter anderem in Jakob und Luise Flecks Film Die Tochter der Frau von Larsac (1924/25) auf; die weibliche Hauptrolle in diesem Streifen spielte die junge Tessy Harrison, mit der Lerch in einer Nebenrolle anschließend auch für Max Neufelds deutsch-österreichische Koproduktion Der Walzer von Strauß (1925) vor der Kamera stand. Im Jahr 1926 war er neben der Berliner Kabarettistin Claire Waldoff in dem deutschen Filmlustspiel Der Jüngling aus der Konfektion zu sehen. Anschließend drehte er in Berlin die Schnitzler-Adaption Liebelei; Lerch spielte darin die männliche Hauptrolle des Studenten Fritz Lobheimer. Seine Partnerin war die zwanzigjährige Evelyn Holt. Weitere Rollen als Liebhaber folgten in österreichischen und in zunehmendem Umfang auch in deutschen  Filmen.
Durch die männliche Hauptrolle in Jacques Feyders Carmen international bekannt geworden, spielte er 1927 Hauptrollen in den deutsch-schwedischen Koproduktionen Versiegelte Lippen und neben Ruth Weyher und Margit Manstad in dem Dreiecksdrama Dr. Monnier und die Frauen, die beide von Gustaf Molander inszeniert wurden. 1928 trat er als Hauptdarsteller in zwei Filmen von Richard Eichberg auf: In Rutschbahn spielte er neben Fee Malten und Heinrich George, und in Großstadtschmetterling war er als russischer Bohémien in Paris zu sehen, der eine schöne Chinesin mit zweifelhafter Vergangenheit liebt und durch sein Misstrauen ins Unglück stürzt. Die Titelrolle in diesem Film verkörperte die bedeutende chinesisch-amerikanische Schauspielerin Anna May Wong.
Nach vier Tonfilmen endete Lerchs Schauspielkarriere 1932. Er war damals erst 30 Jahre alt. Erst zwanzig Jahre später trat er wieder in Erscheinung. Als Aufnahmeleiter arbeitete er seit 1951 für wechselnde deutsche Filmproduktionsgesellschaften, die damals vor allem Heimatfilme produzierten. Die bekanntesten Filme, für die er die Dreharbeiten organisierte, waren Rudolf Jugerts Anzengruber-Adaption Der Meineidbauer (1956, mit Carl Wery und Heidemarie Hatheyer) und Kleiner Mann – ganz groß (1957). Lerch war mit der Schauspielerin Grete Reinwald verheiratet.

## Filmografie
als Schauspieler:
- 1922: Die Menschen nennen es Liebe – Regie: Mano Ziffer-Teschenbruck
- 1923: Herrin der Pussta (Das Bildnis) – Regie: Jacques Feyder
- 1923: Opfer des Hasses – Regie: Hanns Marschall
- 1924: Die Tochter der Frau von Larsac – Regie: Jakob und Luise Fleck
- 1925: Ein Walzer von Strauß – Regie: Max Neufeld
- 1926: Der Jüngling aus der Konfektion – Regie: Richard Löwenbein
- 1926: Carmen – Regie: Jacques Feyder
- 1927: Liebelei – Regie: Jakob und Luise Fleck
- 1927: Die Familie ohne Moral – Regie: Max Neufeld
- 1927: Ich habe im Mai von der Liebe geträumt – Regie: Franz Seitz
- 1927: Das Fürstenkind – Regie: Jakob und Luise Fleck
- 1927: Eheskandal im Hause Fromont jun. und Risler sen. – Regie: Anders Wilhelm Sandberg
- 1927: Versiegelte Lippen (Förseglade läppar) – Regie: Gustaf Molander
- 1928: Freiwild – Regie: Holger-Madsen
- 1928: Dr. Monnier und die Frauen – Regie: Gustaf Molander
- 1928: Heut’ tanzt Mariett – Regie: Friedrich Zelnik
- 1928: Mädchenschicksale – Regie: Richard Löwenbein
- 1928: Die kleine Sklavin – Regie: Jakob und Luise Fleck
- 1928: Mary Lou – Regie: Friedrich Zelnik
- 1928: Rutschbahn – Regie: Richard Eichberg
- 1929: Großstadtschmetterling – Regie: Richard Eichberg
- 1929: Der rote Kreis – Regie: Friedrich Zelnik
- 1929: Das Spiel um den Mann – Regie: Robert Land
- 1929: Schwarzwaldmädel – Regie: Victor Janson
- 1930: Der Walzerkönig – Regie: Manfred Noa (in AT: Der Himmel hängt voller Geigen)
- 1931: Um eine Nasenlänge – Regie: Johannes Guter
- 1931: Student sein, wenn die Veilchen blühen – Regie: Heinz Paul
- 1932: Die vom 17er Haus – Regie: Artur Berger

als Aufnahmeleiter:
- 1951: Grenzstation 58 – Regie: Harry Hasso
- 1954: Hochzeitsglocken – Regie: Georg Wildhagen
- 1956: Wo der Wildbach rauscht – Regie: Heinz Paul
- 1956: Der Meineidbauer – Regie: Rudolf Jugert
- 1957: Kleiner Mann – ganz groß – Regie: Hans Grimm
- 1961: Drei weiße Birken – Regie: Hans Albin